# Synamphisopus ambiguus
Synamphisopus ambiguus là một loài chân đều trong họ Phreatoicopsidae. Loài này được Sheard miêu tả khoa học năm 1936.